# 密西西比鎮區 (阿肯色錫巴斯琴縣)
密西西比鎮區（英語：Mississippi Township）是位於美國阿肯色州錫巴斯琴縣的一個行政鎮區。

## 地方資料
密西西比鎮區的面積為73.44平方千米，當中陸地面積為72.19平方千米，而水域面積為1.25平方千米。根據2010年美國人口普查的數據，當地共有人口1160人，而人口密度為每平方千米15.8人。